# Cyclolabus dubiosus
Cyclolabus dubiosus är en stekelart som beskrevs av Perkins 1953. Cyclolabus dubiosus ingår i släktet Cyclolabus och familjen brokparasitsteklar. Arten är reproducerande i Sverige. Inga underarter finns listade i Catalogue of Life.